# Leptotarsus dichroithorax
Leptotarsus dichroithorax är en tvåvingeart som först beskrevs av Alexander 1920.  Leptotarsus dichroithorax ingår i släktet Leptotarsus och familjen storharkrankar. Inga underarter finns listade i Catalogue of Life.